# Parndorf
Parndorf (kroatisch Pandrof, ungarisch Pándorfalu) ist eine zweisprachige Gemeinde mit 5362 Einwohnern (Stand: 1. Jänner 2025) im Bezirk Neusiedl am See im Burgenland.

## Geografie
Parndorf reicht mit dem westlichen Teil in das Leithagebirge hinein und befindet sich auf der Parndorfer Platte. Der Ort liegt 7 km nördlich des Neusiedler Sees.

### Nachbargemeinden
| Bruck an der Leitha (BL) | Rohrau (BL)                                 | Prellenkirchen (BL)               |
| Bruckneudorf             | Kompassrose, die auf Nachbargemeinden zeigt | Potzneusiedl Neudorf bei Parndorf |
| Jois                     | Neusiedl am See                             | Zurndorf                          |

## Geschichte
Das Gebiet war zu römischer Zeit bereits dicht besiedelt, wenige Kilometer westlich des heutigen Ortes liegt mit der römischen Villa Bruckneudorf etwa einer der wichtigsten Villenfundplätze Ostösterreichs.
Der Ort wurde am 25. März 1264 (oder 1268) das erste Mal unter dem Namen „Perun“ erwähnt. Damals schenkte König Béla IV. dem Wieselburger Bürger Leopold Ländereien bei Parndorf. Aus der Zeit davor liegen prähistorische und römerzeitliche Funde sowie keltisch-boische Silbermünzen vor. Parndorf gehörte zum Komitat Wieselburg. Im Jahre 1529 fiel der Ort wie viele andere Dörfer des Gebietes der Türkeninvasion im Zuge der ersten Wiener Türkenbelagerung zum Opfer. Danach wurde das Gebiet durch Kroaten aus dem dalmatinischen Küstengebiet neu besiedelt. Weitere Zerstörungen erfolgten im Rahmen von Türkeneinfällen 1570, 1619/20, 1683 und beim Kuruzzenaufstand 1709 sowie durch einen Brand 1945.
Im Norden des Ortes liegen Reste der Kuruzzenschanze: Sie ist eine alte militärische Befestigung und besteht aus einem Erdwall mit vorgelagertem Graben, in dessen Verlauf sich einige gemauerte Wachtürme befanden. Die Schanze wurde von 1703 bis 1711 während des antihabsburgischen Aufstandes unter Franz Rákóczi gegen dessen Truppen, die Kuruzzen, geschaffen. Die Schanze verlief von Petronell über Parndorf bis zum Tabor bei Neusiedl am See.
1810 wurde Parndorf zum Markt erhoben, führt diesen Titel laut Statistik Austria heute allerdings nicht mehr. 1837 erhielt der Ort ein Postamt.
1863 bekam der Ort den endgültigen Namen „Parndorf“. Der Ort gehörte wie das gesamte Burgenland bis 1920/21 zu Ungarn (Deutsch-Westungarn). Seit 1898 musste aufgrund der Magyarisierungspolitik der Regierung in Budapest der ungarische Ortsname Pándorfalu verwendet werden.
Der Parndorfer Flughafen wurde 1915 eingerichtet, diente im Zweiten Weltkrieg der Ausbildung von Piloten und wurde von den Flugstreitkräften der Roten Armee bis 1955 verwendet. Seit dem Jahr 2000 veröffentlicht die CIA regelmäßig Berichte, die über die Sowjetischen Kräfte gesammelt wurden.
Nach Ende des Ersten Weltkriegs wurde nach zähen Verhandlungen Deutsch-Westungarn in den Verträgen von St. Germain und Trianon 1919 Österreich zugesprochen. Der Ort gehört seit 1921 zum neu gegründeten Bundesland Burgenland (siehe auch Geschichte des Burgenlandes).
Am 27. August 2015 kam Parndorf in die Schlagzeilen der Weltpresse, weil auf einem Pannenstreifen der Autobahn zwischen Neusiedl am See und Parndorf ein Kühl-LKW mit den Leichen von 71 erstickten Flüchtlingen gefunden worden war.

### Bevölkerungsentwicklung
Nach der Volkszählung von 2001 bekennen sich 66 % der Bevölkerung zur deutschsprachigen und 17 % zur burgenlandkroatischen Volksgruppe. Zusätzlich bezeichnen sich 4 % als Kroaten. 6 % der Gemeindebevölkerung geben Türkisch als ihre vorwiegende Umgangssprache an.
79 % der Gemeindebevölkerung sind Angehörige der römisch-katholischen Kirche. Zum Islam bekennen sich 7 %, ohne Bekenntnis sind ebenfalls 7 % der Bevölkerung.
| Parndorf: Einwohnerzahlen von 1869 bis 2025         | Parndorf: Einwohnerzahlen von 1869 bis 2025 | Parndorf: Einwohnerzahlen von 1869 bis 2025 | Parndorf: Einwohnerzahlen von 1869 bis 2025 | Parndorf: Einwohnerzahlen von 1869 bis 2025 |
| --------------------------------------------------- | ------------------------------------------- | ------------------------------------------- | ------------------------------------------- | ------------------------------------------- |
| Jahr                                                |                                             |                                             |                                             | Einwohner                                   |
| 1869                                                | 1869                                        |                                             | 2.477                                       | 2.477                                       |
| 1880                                                | 1880                                        |                                             | 2.556                                       | 2.556                                       |
| 1890                                                | 1890                                        |                                             | 2.424                                       | 2.424                                       |
| 1900                                                | 1900                                        |                                             | 2.720                                       | 2.720                                       |
| 1910                                                | 1910                                        |                                             | 2.780                                       | 2.780                                       |
| 1923                                                | 1923                                        |                                             | 2.665                                       | 2.665                                       |
| 1934                                                | 1934                                        |                                             | 2.833                                       | 2.833                                       |
| 1939                                                | 1939                                        |                                             | 3.203                                       | 3.203                                       |
| 1951                                                | 1951                                        |                                             | 2.422                                       | 2.422                                       |
| 1961                                                | 1961                                        |                                             | 2.390                                       | 2.390                                       |
| 1971                                                | 1971                                        |                                             | 2.383                                       | 2.383                                       |
| 1981                                                | 1981                                        |                                             | 2.352                                       | 2.352                                       |
| 1991                                                | 1991                                        |                                             | 2.648                                       | 2.648                                       |
| 2001                                                | 2001                                        |                                             | 3.218                                       | 3.218                                       |
| 2011                                                | 2011                                        |                                             | 4.214                                       | 4.214                                       |
| 2021                                                | 2021                                        |                                             | 5.206                                       | 5.206                                       |
| 2025                                                | 2025                                        |                                             | 5.362                                       | 5.362                                       |
| Quelle(n): Statistik Austria, Gebietsstand 1.1.2021 |                                             |                                             |                                             |                                             |

## Kultur und Sehenswürdigkeiten
- Pfarrkirche Parndorf: Die römisch-katholische Kirche ist dem Hl. Ladislaus geweiht und wird als mittelalterliche Pfarre betrachtet; eine dem Hl. Benedikt geweihte Kirche ist 1430 erwähnt. Die Neugründung der Pfarre und der Wechsel des Patroziniums erfolgen nach den Zerstörungen des Jahres 1570 im Jahr 1572. Der Turm der Kirche steht auf romanischen Fundamenten, deren Mauerwerk in das 12.–13. Jahrhundert datiert wird. Das Kirchenschiff wurde 1716–1718 nach Plänen von Lucas von Hildebrandt erbaut. Im Turmuntergeschoß befindet sich eine romanische kreuzgratgewölbte Kapelle. Seit 2008 wird in der Apsis dieser Kirche die um 1990 entdeckte, damals aber noch nicht freigelegte originale Wandmalerei aus der Barockzeit restauriert. Die Fresken werden dem Künstler Johann Gfall zugeschrieben.[7]
- Östlich neben der Kirche steht die Gruftkapelle der gräflichen Familie Harrach, geweiht dem Hl. Kreuz aus der ersten Hälfte des 19. Jahrhunderts.
- An der Straße nach Bruckneudorf befindet sich bereits außerhalb des Ortsgebietes eine Pestkapelle aus der 1. Hälfte des 18. Jahrhunderts, jener Zeit, in der die letzten Pestepidemien in Europa grassierten. 1713 wurde Parndorf letztmals von Seuchen wie der Pest heimgesucht. Die Kapelle ist dem Hl. Rochus geweiht.
- Das Schloss von Parndorf befand sich im Süden des Ortes. Seine Lage ist nur mehr durch historische Landkarten dokumentiert, das Gebäude wurde 1979 abgetragen.[3]
- Im Sommer gibt es auf dem Kirchenplatz den Theater Sommer Parndorf, der seit 2012 von Christian Spatzek geleitet wird; auf einer einfachen Bühne vor der Pfarrkirche werden jeden Juli Theaterstücke gespielt, meist heitere Klassiker.[8]

### Sport
Der ansässige Fußballverein SC-ESV Parndorf 1919 spielte von 2006 bis 2008 sowie in der Spielzeit 2013/14 in der zweithöchsten österreichischen Spielklasse – der Ersten Liga. Derzeit (Stand: Saison 2020/21) gehört der Verein der viertklassigen Landesliga Burgenland an.
Durch Parndorf führt der Zentralalpenweg, ein österreichischer Weitwanderweg, der Hainburg an der Donau mit Feldkirch verbindet.
| Wirtschaft und Infrastruktur Berufspendler Im Jahr 2011 wohnten rund 2000 Erwerbstätige in Parndorf. Von diesen arbeitete ein Viertel in der Gemeinde, 1500 pendelten zur Arbeit aus. Dafür kamen über 2000 Menschen aus der Umgebung zur Arbeit nach Parndorf. [ 10 ] Bildung In der Gemeinde befinden sich drei Kindergärten, eine Volksschule und eine Musikschule. [ 11 ] | Die zur Anzeige dieser Grafik verwendete Erweiterung wurde dauerhaft deaktiviert. Wir arbeiten aktuell daran, diese und weitere betroffene Grafiken auf ein neues Format umzustellen. (Mehr dazu) |

### Verkehr
- Bahn: 1854 erhielt der Ort durch den Bau der Ostbahn von Wien über Parndorf nach Raab einen Bahnanschluss. Durch den späteren Bau der Pannoniabahn nach Wulkaprodersdorf und der Bahnstrecke Parndorf–Bratislava-Petržalka (Zweigstrecke der Ostbahn) wurde Parndorf zum Eisenbahnknotenpunkt. Neben dem Bahnhof Parndorf besteht die Bahnhaltestelle Parndorf Ort mit einem großen Park&Ride-Platz von 430 Stellplätzen. Derzeit halten in Parndorf nur Regionalexpress- und Regionalzüge sowie einige Schnellbahnen, die den Ort mit Wien, Bruck an der Leitha, Bratislava, Győr, Eisenstadt, Sopron, Neusiedl am See und Pamhagen verbinden. Parndorf war als Standort für einen Güterumschlagknotenpunkt von der russischen Breitspur auf (west)europäische Normalspur im Gespräch. Hierzu müsste eine etwa 160 km lange Breitspur-Bahnstrecke nach Kosice in der Slowakei errichtet werden, siehe Breitspurstrecke Košice–Wien. Im Mai 2022, nach dem Beginn des russischen Überfalls auf die Ukraine, leiteten die Österreichischen Bundesbahnen den Austritt aus der Breitspur Planungsgesellschaft ein.[12][13]
- Bus: Seit November 2022 verbindet ein Bus der Verkehrsbetriebe Burgenland den Ort, die Bahnhaltestelle Parndorf Ort und mehrere Haltestellen im Einkaufszentrum miteinander. Der Fahrplan ist an die Züge angeglichen.[14][15]
- Straße: Parndorf liegt an der Budapester (B 10) und Burgenland Straße (B 50).

### Ansässige Unternehmen
- Designer Outlet Parndorf:

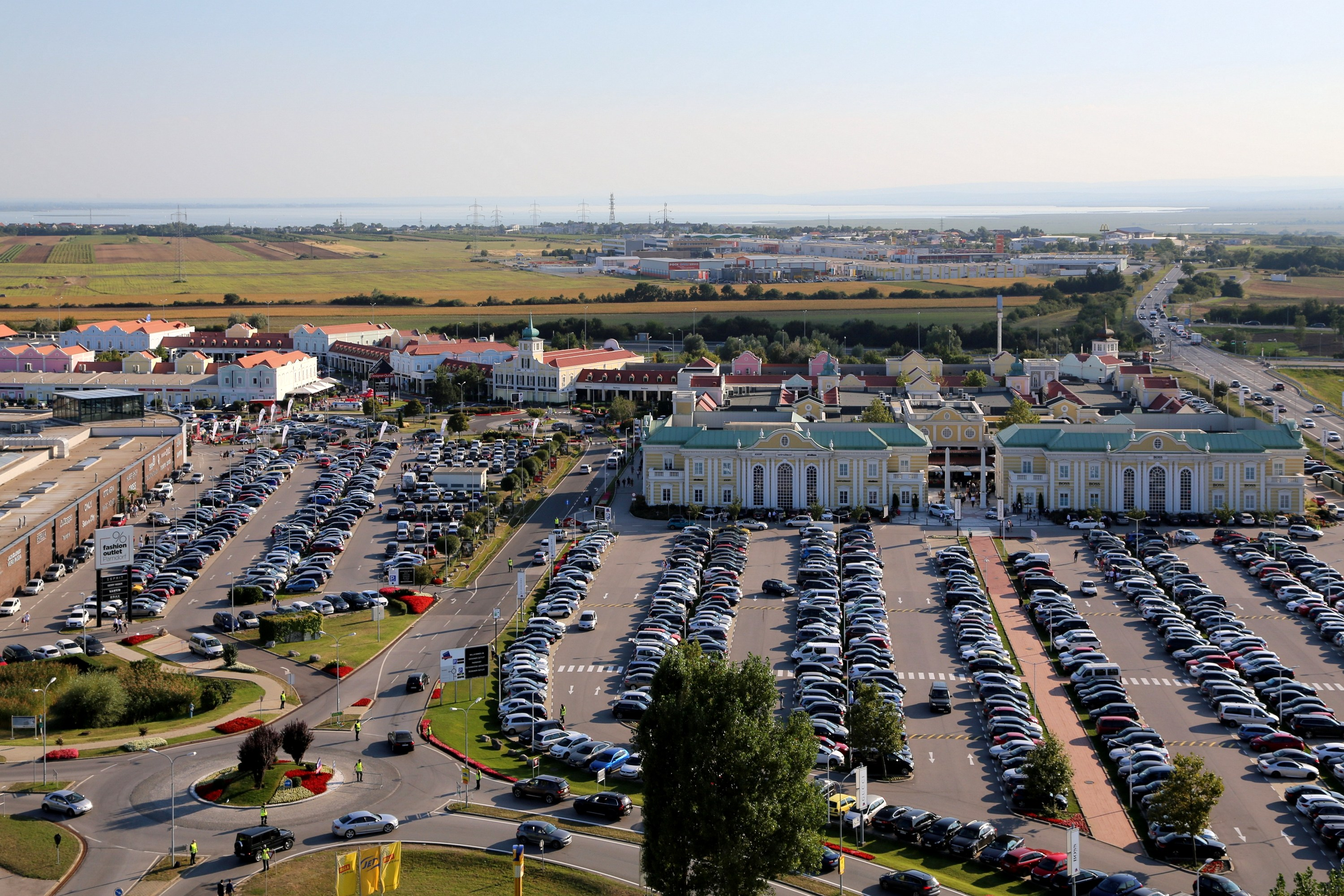
Designer Outlet Parndorf

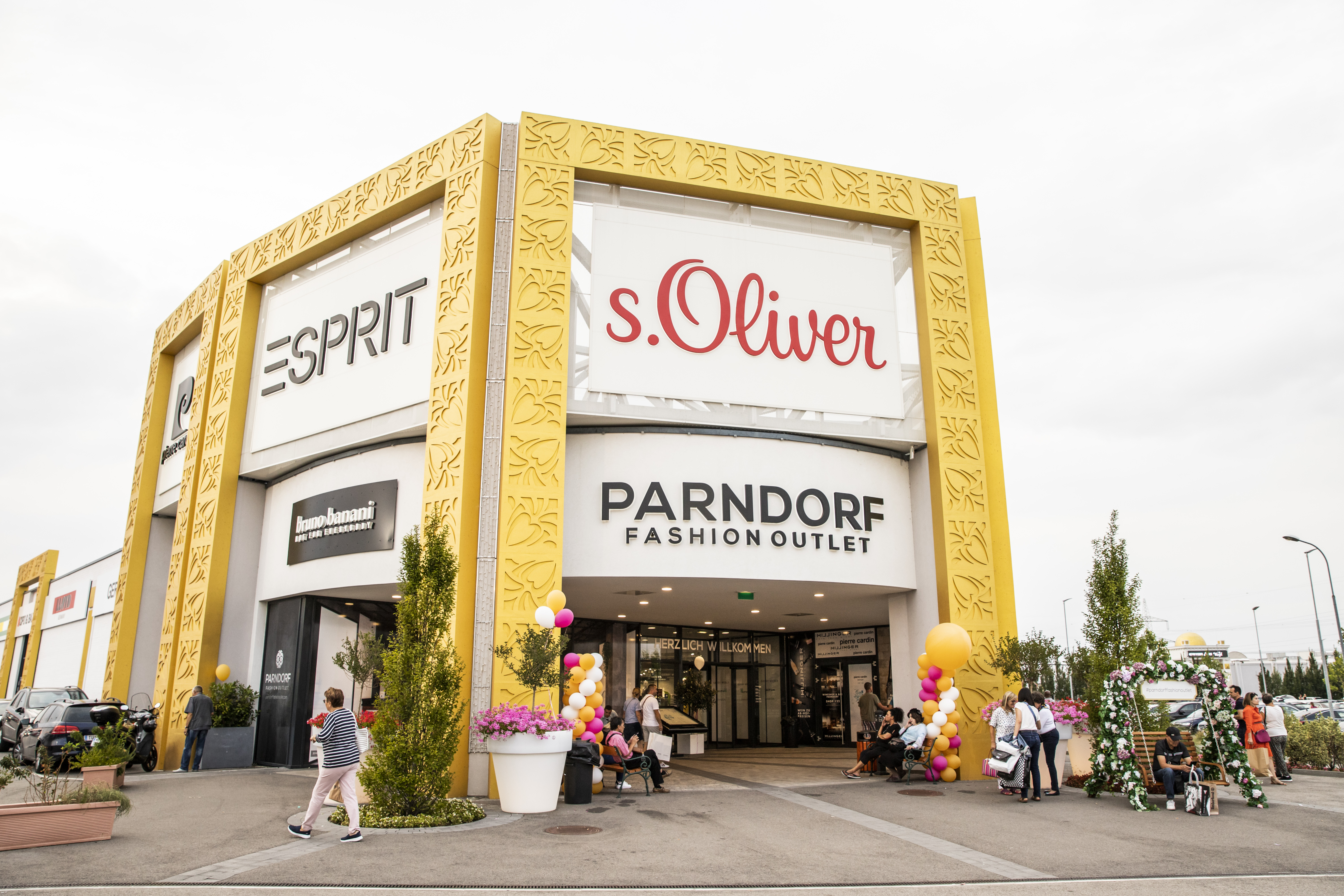
Parndorf Fashion Outlet

Der Norden von Parndorf mit der Kuruzzenschanze, um 1873 (Aufnahmeblatt der 3. Landesaufnahme)

Das von der britischen McArthurGlen Group für 58 Millionen Euro ab 1996 geplante und ab 1997 auf ursprünglich 10.000 m² gebaute Designer Outlet Parndorf liegt ca. 2,5 km südlich vom Parndorfer Ortskern entfernt auf dem freien Feld. Es war das erste Factory-Outlet-Center in Österreich und wurde gegen den Widerstand der örtlichen Gewerbetreibenden mit zunächst 30 Ladengeschäften im August 1998 eröffnet. Bis 2017 wurde das Angebot in fünf Ausbauschritten auf 160 Anbieter von Markenkleidung und Designer-Mode auf 36.500 m² Verkaufsfläche ausgebaut. Mit nunmehr 1.800 Mitarbeitern zählt das Designer Outlet Parndorf zu den größten Arbeitgebern der Region. Fast die Hälfte der Mitarbeiter (44 %) sowie rund ein Drittel der Kunden (32 %) stammt aus den beiden angrenzenden Nachbarländern Ungarn und Slowakei.
- Parndorf Fashion Outlet:

2005 eröffnete mit BIGG ein weiteres, von Signa gebautes, Outlet-Center in unmittelbarer Nähe. Signa verkaufte das Center mit um die 25 Einzelhandelsplätze 2006 an den Hamburger Fondsverwalter Warburg-Henderson, der es wiederum von McArthurGlen als Galerien Parndorf betreiben ließ. Ende März 2012 eröffnete als drittes Outlet-Center das von zwei österreichischen Immobiliengesellschaften betriebene, 9.200 m² große Villaggio Fashion Outlet Parndorf unmittelbar nordöstlich anschließend an die beiden bestehenden Outlet-Center. Villagio übernahm 2014 die 11.600 m² großen Galerien Parndorf von Warburg-Henderson, benannte den Gesamtkomplex in Fashion Outlet Parndorf um, erweiterte die Fläche auf 27.500 m² und setzte als Betreiber die ROS Retail Outlet Shopping ein, welche im September 2016 von der EKAZENT Management Parndorf GmbH abgelöst wurde. 2017 wurde mit einem umfassenden Rebranding begonnen und Ende 2018 wurde das nun umbenannte Parndorf Fashion Outlet mit dem neuen Anbau eröffnet. Gemeinsam mit dem Designer Outlet Parndorf bildet es die größte Outlet Destination Europas. Über 100 Markenhersteller des mittleren und gehobenen Segments bieten im PFO ihre Waren an. Nach dem letzten Ausbau zählte das Parndorf Fashion Outlet rund 430 Mitarbeiter.
- Windpark Neuhof

Der Süden von Parndorf um 1873

Der Windpark Neuhof besteht aus 9 Vestas V80 und 2 Vestas V90. Letztere gingen 2005 in Betrieb und gehörten mit einer Gesamthöhe von 150 Metern bei Inbetriebnahme zu den höchsten Windkraftanlagen Österreichs.

## Politik

### Gemeinderat

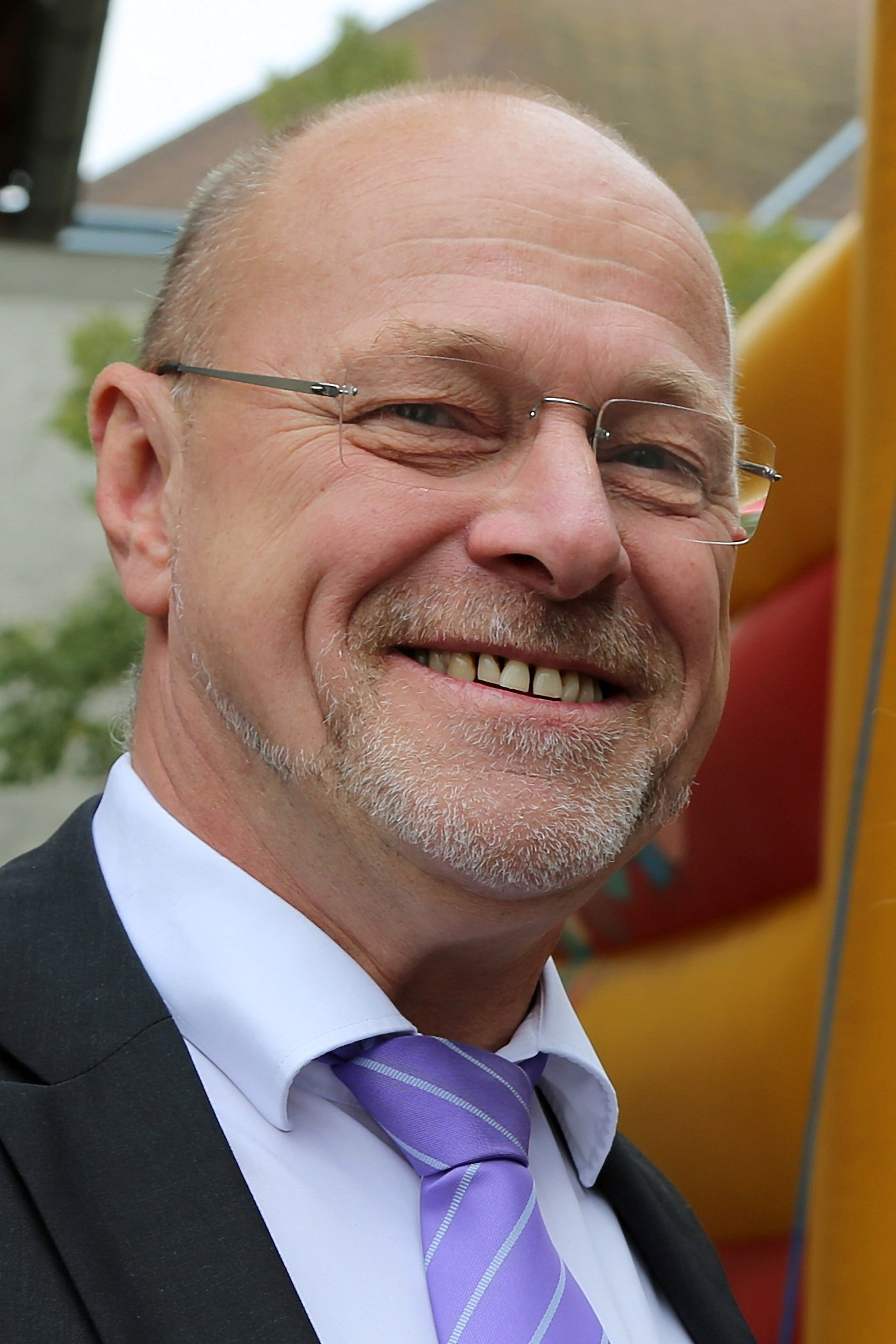
Bürgermeister Wolfgang Kovacs

Der Gemeinderat umfasst aufgrund der gestiegenen Bevölkerungszahl seit 2012 insgesamt 25 Sitze.
| Partei          | 2022             | 2022             | 2022             | 2017             | 2017             | 2017             | 2012             | 2012             | 2012             | 2007             | 2007             | 2007             | 2002             | 2002             | 2002             | 1997             | 1997             | 1997             |
| Partei          | Sti.             | %                | M.               | Sti.             | %                | M.               | Sti.             | %                | M.               | Sti.             | %                | M.               | Sti.             | %                | M.               | Sti.             | %                | M.               |
| --------------- | ---------------- | ---------------- | ---------------- | ---------------- | ---------------- | ---------------- | ---------------- | ---------------- | ---------------- | ---------------- | ---------------- | ---------------- | ---------------- | ---------------- | ---------------- | ---------------- | ---------------- | ---------------- |
| LIPA            | 1160             | 54,28            | 14               | 1174             | 54,53            | 14               | 1234             | 54,60            | 14               | 594              | 30,17            | 7                | 392              | 20,85            | 5                | 423              | 28,47            | 6                |
| SPÖ             | 603              | 28,22            | 7                | 563              | 26,15            | 7                | 791              | 35,00            | 9                | 929              | 47,18            | 11               | 1172             | 62,34            | 14               | 740              | 49,80            | 12               |
| ÖVP             | 244              | 11,42            | 3                | 196              | 9,10             | 2                | 167              | 7,39             | 2                | 318              | 16,15            | 4                | 316              | 16,81            | 4                | 242              | 16,29            | 4                |
| FPÖ             | 91               | 4,26             | 1                | 91               | 4,23             | 1                | 68               | 3,01             | 0                | 128              | 6,50             | 1                | nicht kandidiert | nicht kandidiert | nicht kandidiert | 81               | 5,45             | 1                |
| MFG             | 39               | 1,82             | 0                | nicht kandidiert | nicht kandidiert | nicht kandidiert | nicht kandidiert | nicht kandidiert | nicht kandidiert | nicht kandidiert | nicht kandidiert | nicht kandidiert | nicht kandidiert | nicht kandidiert | nicht kandidiert | nicht kandidiert | nicht kandidiert | nicht kandidiert |
| Grüne           | nicht kandidiert | nicht kandidiert | nicht kandidiert | 94               | 4,37             | 1                | nicht kandidiert | nicht kandidiert | nicht kandidiert | nicht kandidiert | nicht kandidiert | nicht kandidiert | nicht kandidiert | nicht kandidiert | nicht kandidiert | nicht kandidiert | nicht kandidiert | nicht kandidiert |
| Die Distel      | nicht kandidiert | nicht kandidiert | nicht kandidiert | 35               | 1,63             | 0                | nicht kandidiert | nicht kandidiert | nicht kandidiert | nicht kandidiert | nicht kandidiert | nicht kandidiert | nicht kandidiert | nicht kandidiert | nicht kandidiert | nicht kandidiert | nicht kandidiert | nicht kandidiert |
| Wahlberechtigte | 4124             | 4124             | 4124             | 3333             | 3333             | 3333             | 3203             | 3203             | 3203             | 2994             | 2994             | 2994             | 2581             | 2581             | 2581             | 2156             | 2156             | 2156             |
| Wahlbeteiligung | 55,92 %          | 55,92 %          | 55,92 %          | 70,51 %          | 70,51 %          | 70,51 %          | 75,34 %          | 75,34 %          | 75,34 %          | 71,31 %          | 71,31 %          | 71,31 %          | 78,77 %          | 78,77 %          | 78,77 %          | 78,57 %          | 78,57 %          | 78,57 %          |

### Bürgermeister
Bürgermeister ist seit 2007 Wolfgang Kovacs (LIPA, Abkürzung für LIste PArndorf), der die Nachfolge von Anton Gabriel (SPÖ) antrat. Bei der Bürgermeisterwahl 2017 konnte Kovacs 3 Prozent dazu gewinnen und wurde mit 72,2 Prozent in seinem Amt bestätigt. Bei der Wahl 2022 verteidigte er mit 75,29 Prozent der Stimmen im ersten Wahlgang sein Amt.

#### Bürgermeister seit 1945
| von                   | bis                   | Bürgermeister       |
| --------------------- | --------------------- | ------------------- |
| April 1945            | 15. Dezember 1945     | Johann Stergerich   |
| 15. Dezember 1945     | 30. Jänner 1949       | Matijas Sutrich     |
| 30. Jänner 1949       | 14. April 1951        | Johann Sutrich sen. |
| 14. April 1951        | 18. November 1955     | Franz Kammerhofer   |
| 18. November 1955     | 13. Jänner 1961       | Johann Ostermann    |
| 13. Jänner 1961       | 5. November 1982      | Johann Umathum      |
| 5. November 1982      | 18. Oktober 1992      | Franz Krammer       |
| 18. Oktober 1992      | 20. Oktober 2002      | Johann Sutrich jun. |
| 21. Oktober 2002      | 5. November 2007      | Anton Gabriel       |
| seit 6. November 2007 | seit 6. November 2007 | Wolfgang Kovacs     |

### Gemeindevorstand
Dem Gemeindevorstand gehören neben Bürgermeister Wolfgang Kovacs und Vizebürgermeister Wolfgang Daniel (LIPA) auch Michael Boschner (LIPA), Franz-Peter Bresich (ÖVP), Paul Czerwenka (LIPA), Michael Koss (SPÖ), Christian Znidaric (SPÖ) sowie der Gemeindekassier Wolfgang Kment (LIPA) an.

### Wappen
Der Gemeinde wurde 1971 folgendes Wappen verliehen:
Blasonierung: In silbernem Schild eine zweiblätterige natürliche Distel.

### Gemeindepartnerschaft
Parndorf pflegt Partnerschaften mit:
- Senec in der Slowakei seit 2001.
- Senj  in Kroatien seit 2002.

## Persönlichkeiten

### Söhne und Töchter der Gemeinde
- Leonhard von Rothkirch und Panthen (1772–1842), k. k. Feldmarschall-Lieutenant und Schriftsteller
- Jonny Moser (1925–2011), Überlebender des Holocaust, Historiker und Politiker (SPÖ)
- Franz M. Wuketits (1955–2018), Biologe und Wissenschaftstheoretiker
- Gerhard Milletich (* 1956), von 2021 bis 2023 Präsident des ÖFB, wegen „Inseratenkeilerei“[30] für sein Unternehmen zurückgetreten.[31][32]

### Mit der Gemeinde verbundene Persönlichkeiten
- Josef Bachmayer (* 1940), Politiker (SPÖ) und Arbeiterkammerstellenleiter
- Simon Knéfacz (1752–1819), burgenlandkroatischer Franziskaner und Schriftsteller
- Demetrius Rozenits (1874–1933), Geistlicher und Politiker (CSP)

## Galerie

Parndorf und Umgebung
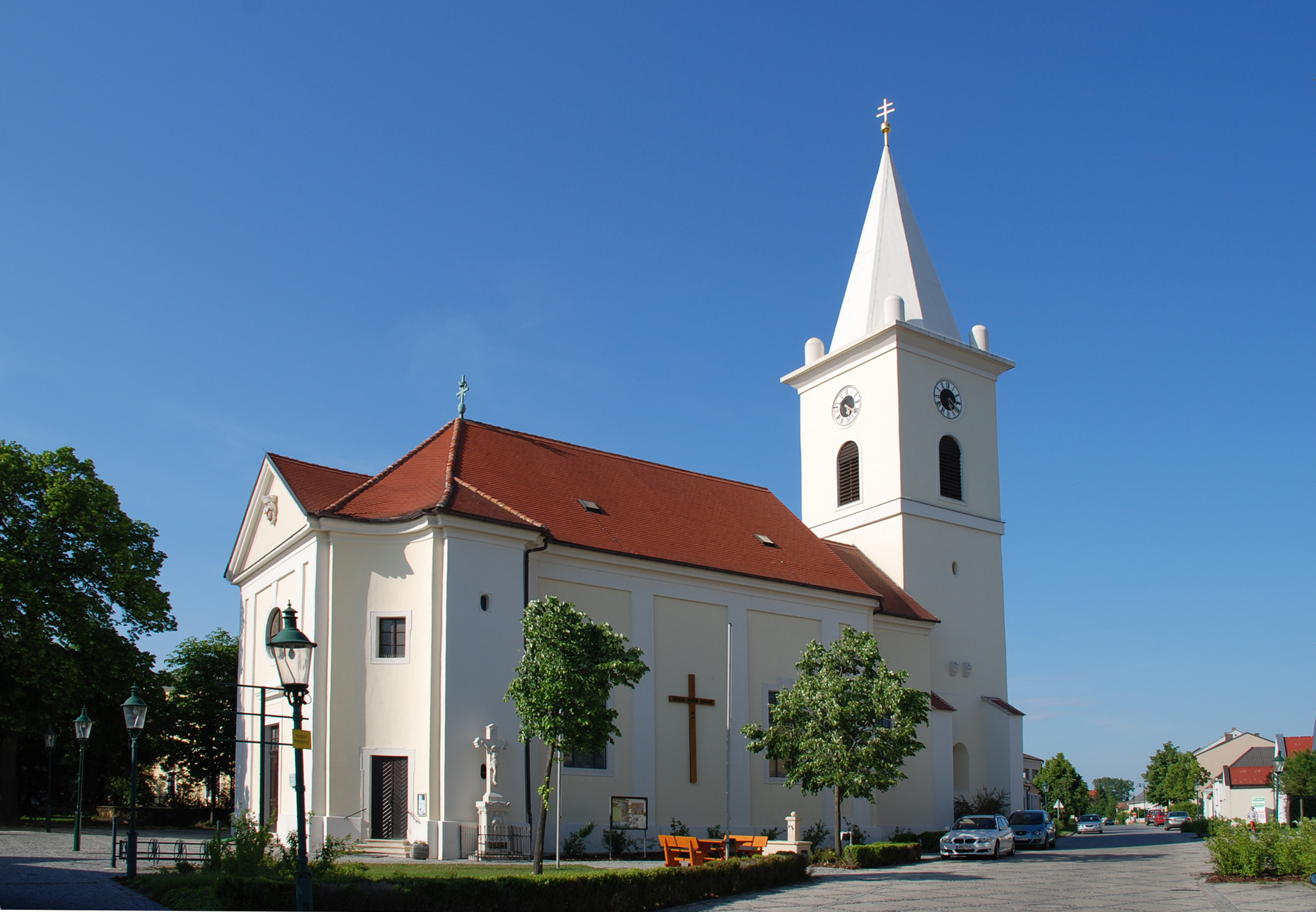
Pfarrkirche Parndorf
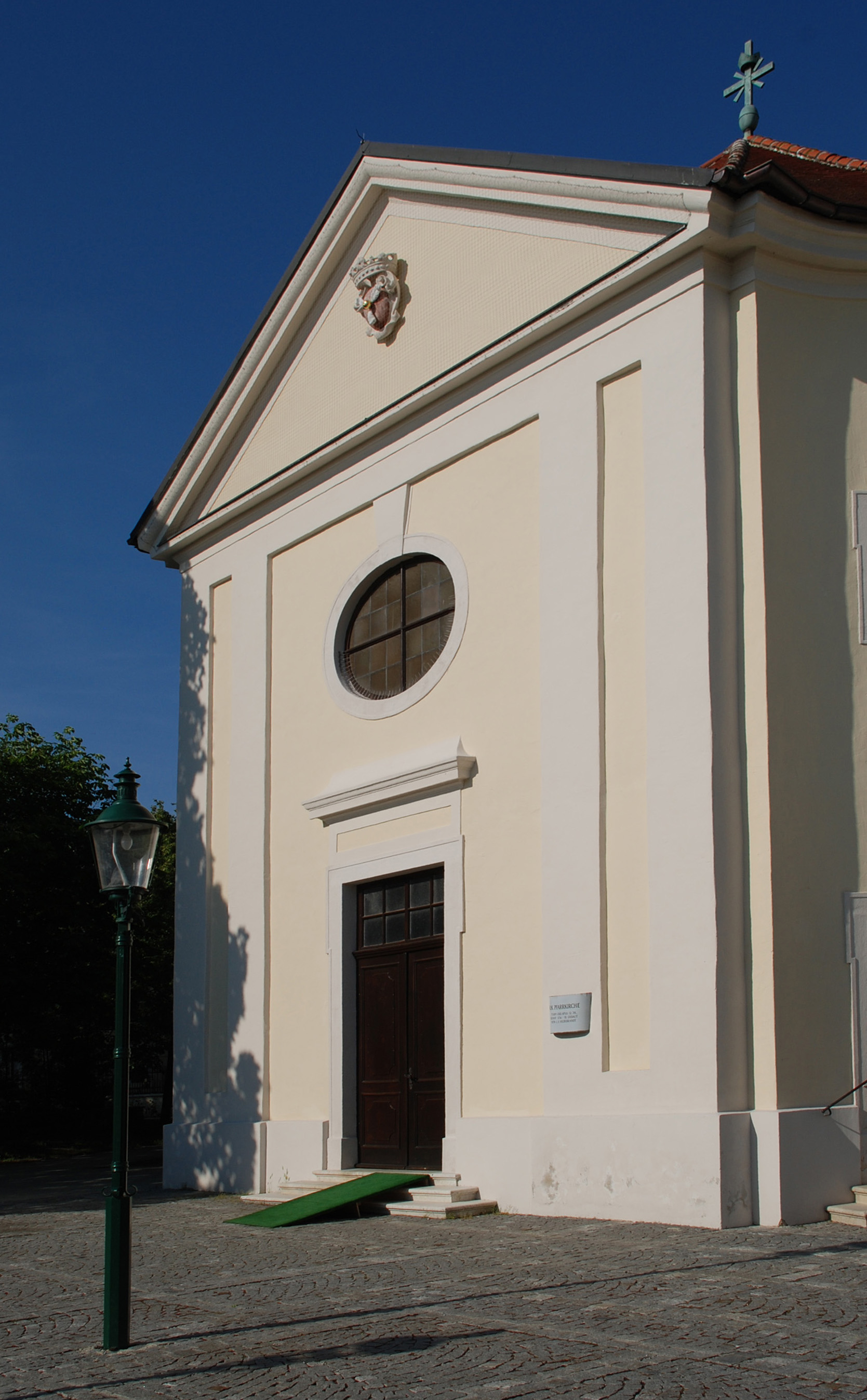
Barockes Kirchenportal
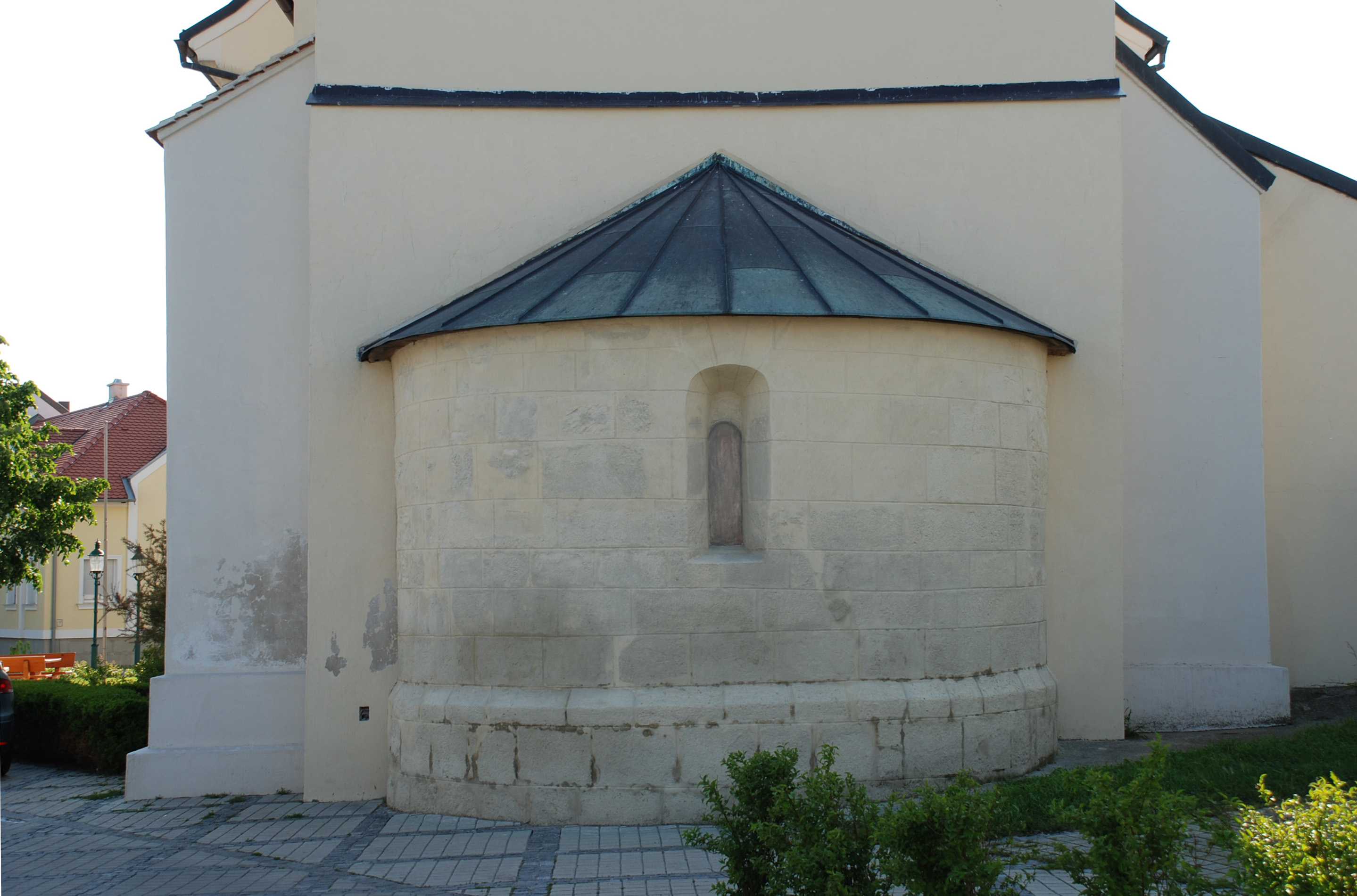
Romanische Apsis am Kirchturm
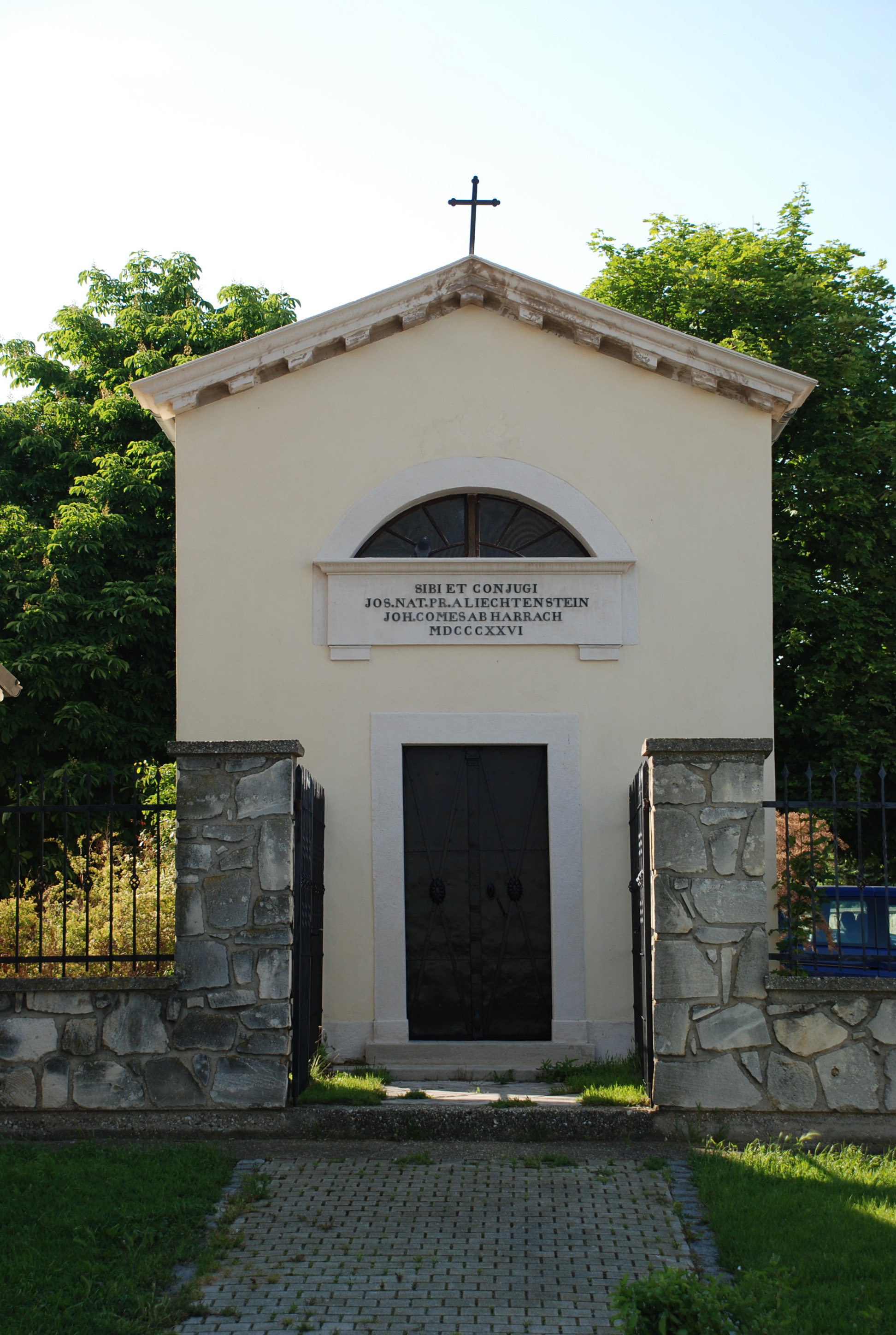
Gruftkapelle der Familie Harrach aus 1826
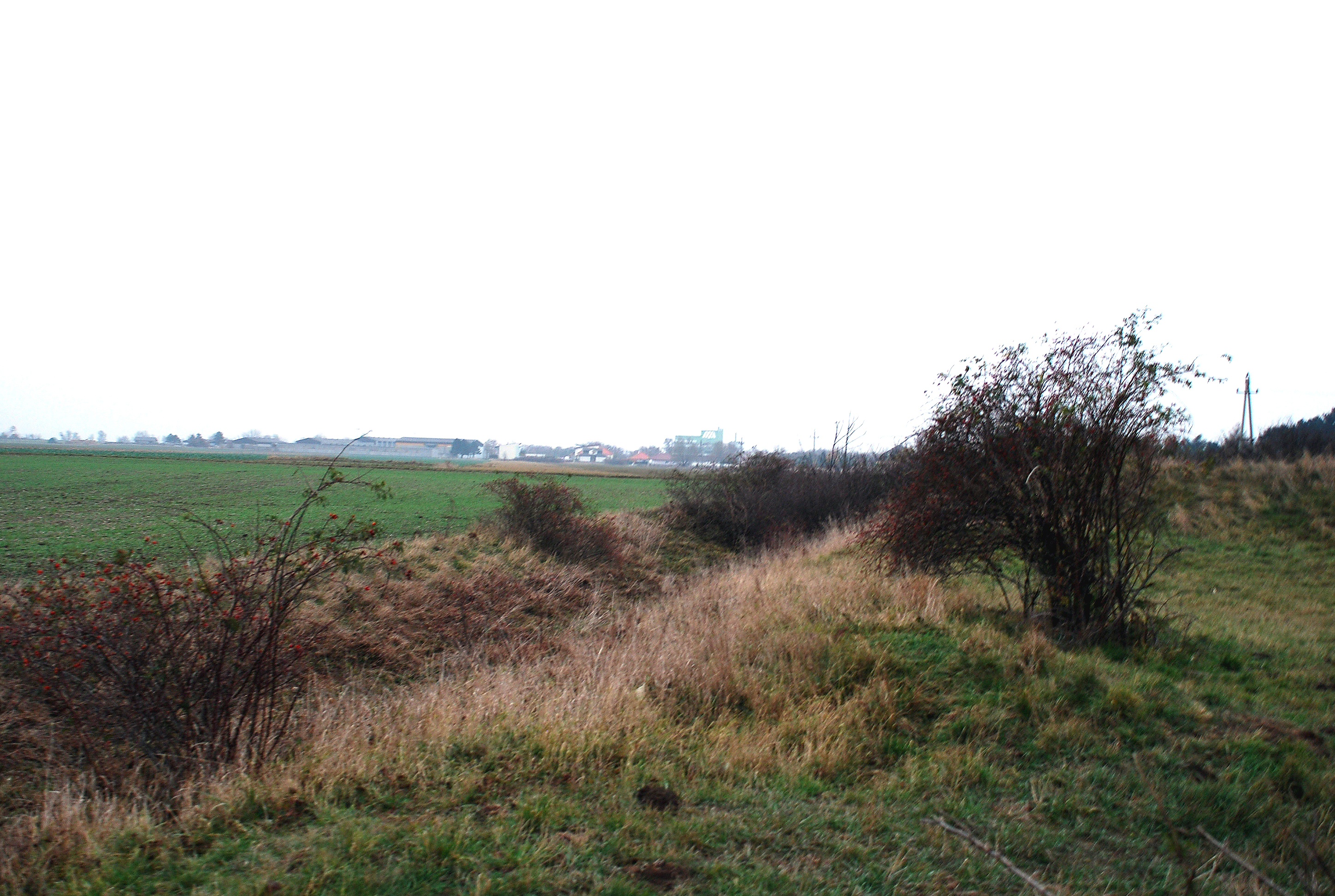
Kuruzzenwall: Befestigungsanlage des 18. Jahrhunderts
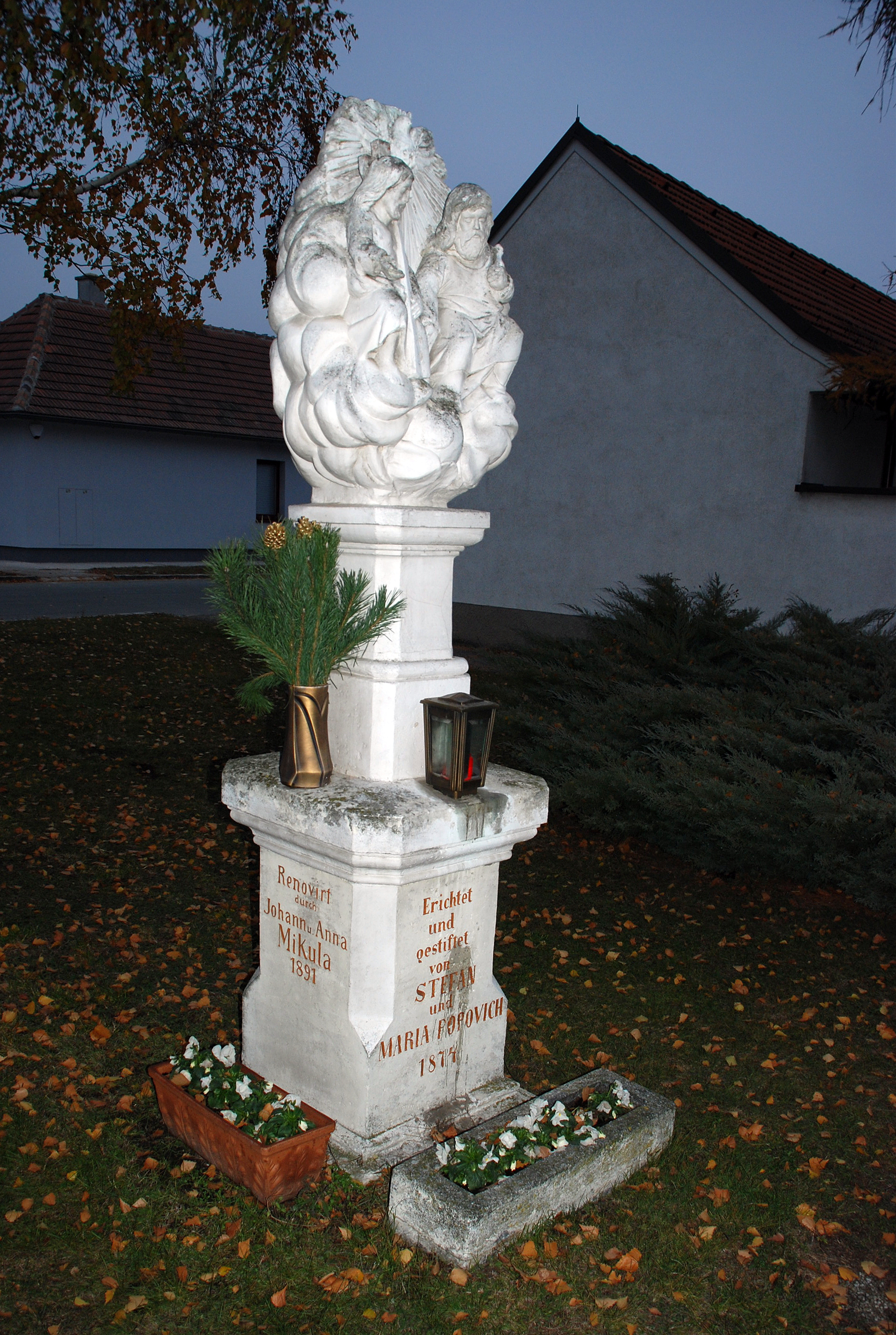
Dreifaltigkeitssäule in der Wunkau
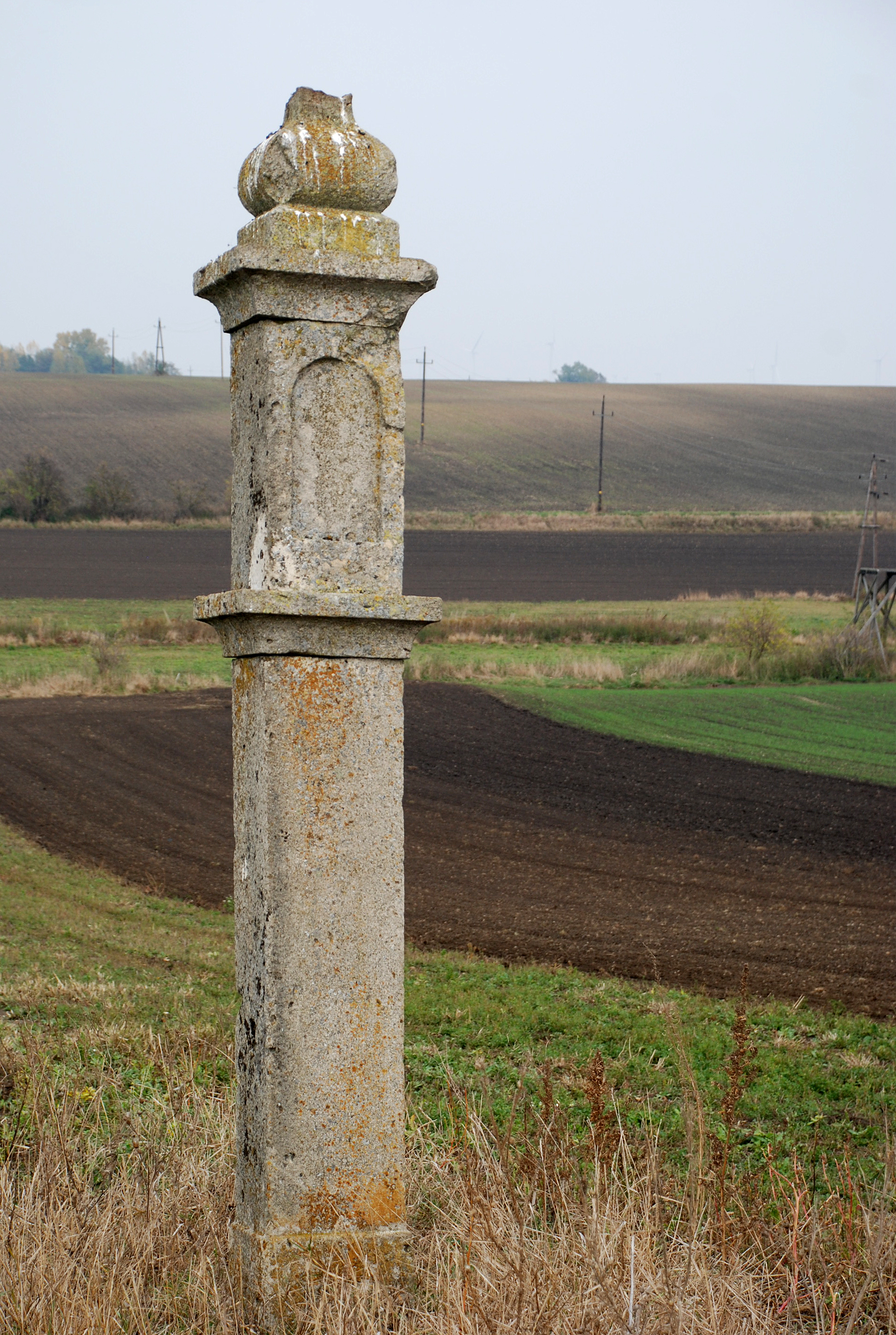
Bildstock aus 1696
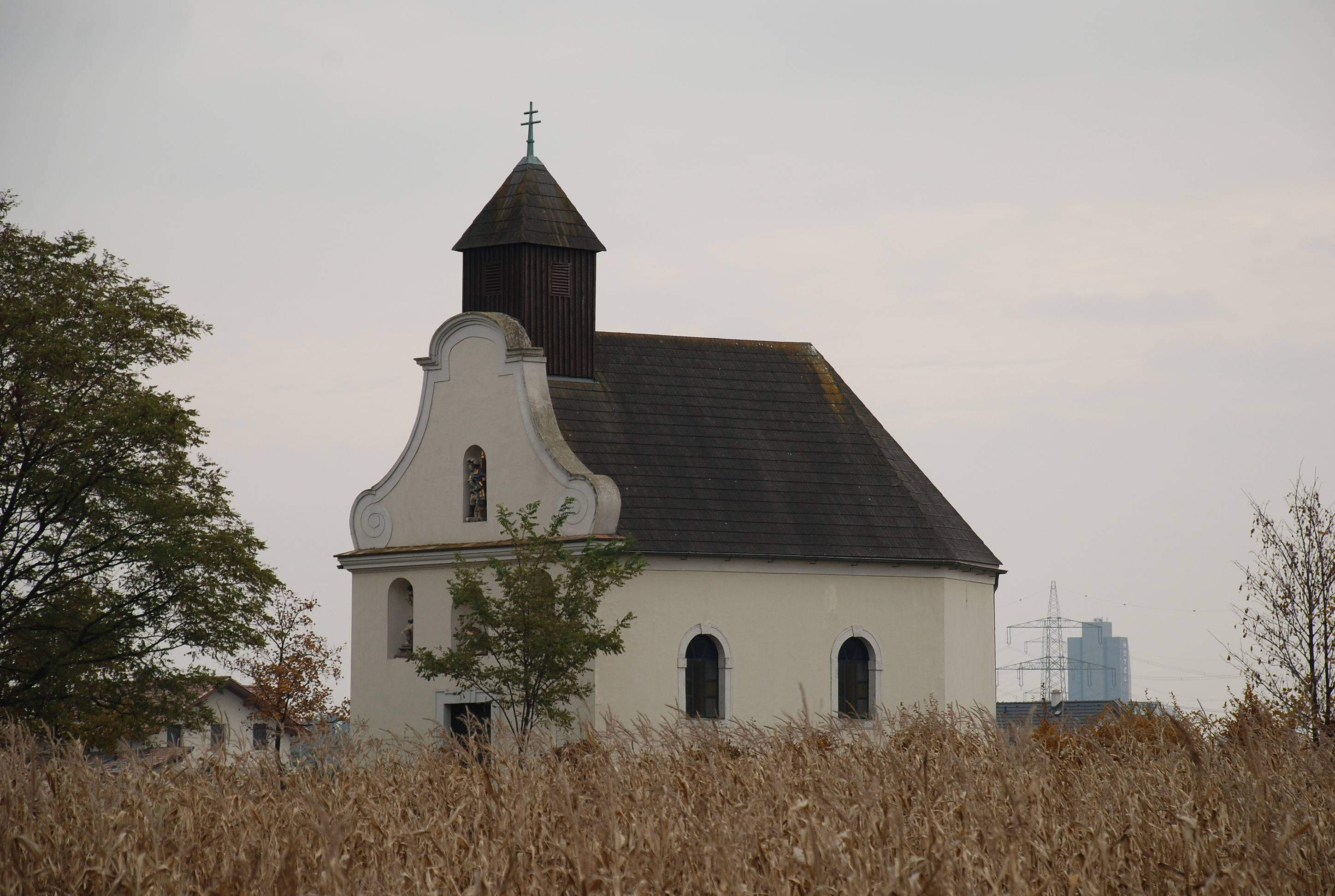
Kapelle des Hl. Rochus im Südosten des Ortes